# Перевередов
Перевередов (укр. Перевередів) — село в Млиновской поселковой общине Дубенского района Ровненской области Украины.
До 2020 года входило в Млиновский район.
Население по переписи 2001 года составляло 441 человек. Почтовый индекс — 35109. Телефонный код — 3659. Код КОАТУУ — 5623880302.